# Caibada Makasa’e
Caibada Makasa’e (Caibada Makasae) ist ein osttimoresischer Suco im Verwaltungsamt Baucau (Gemeinde Baucau).

## Geographie

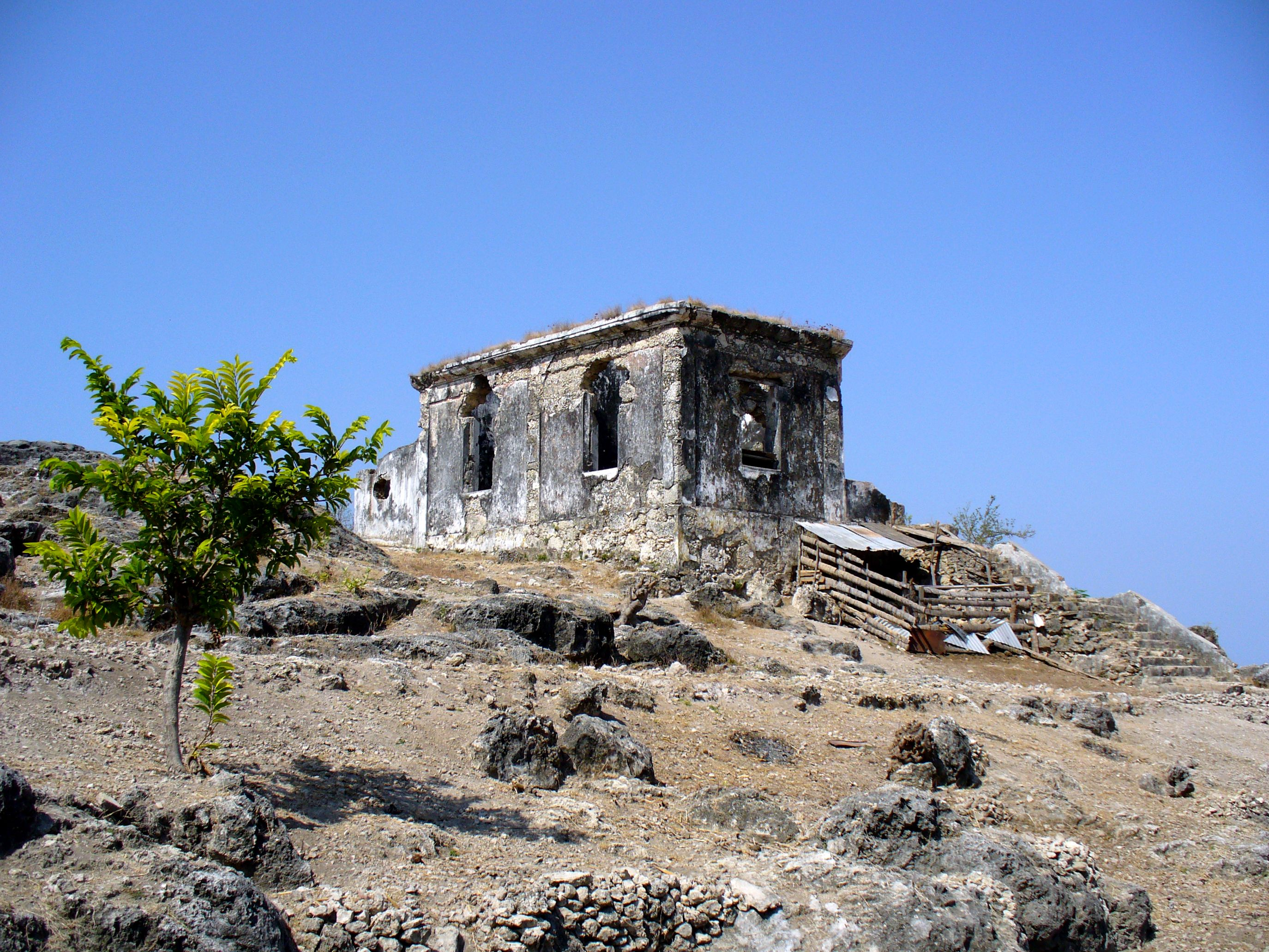
Ruine eines Gebäudes aus der Kolonialzeit in Teulale

Caibada Makasa’e liegt im Norden des Verwaltungsamts Baucau und besteht aus den drei ehemaligen Exklaven des Sucos Caibada, die am 1. Oktober 2023 als eigenständiger Suco abgetrennt wurden. Im Westen befindet sich mit der Aldeia Boru-Baha die kleinste Exklave. Im Südosten grenzt sie an den Suco Tirilolo und wird ansonsten vom Suco Bahu umschlossen. Nur etwa anderthalb Kilometer südöstlich liegen auf der anderen Seite von Tirilolo die zu Caibada Makasa’e gehörenden Aldeias Data-Ua und Caiobilale (Caiobilalei). Außer im Westen von Tirilolo werden sie vollständig vom Suco Buruma umrahmt. Boru-Baha, Data-Ua und Caiobilale befinden sich am nördlichen Stadtrand der Gemeindehauptstadt Baucau. Östlich von Buruma befindet sich an der Küste der Straße von Wetar mit Maulame die vierte und größte Aldeia von Caibada Makasa’e, die gleichzeitig am dünnsten besiedelt ist. Sie grenzt im Südosten an den Suco Seiçal.
In Baucaus Vorort Caiobilale befindet sich die Grundschule Caibada Makasa’e und eine Sekundarschule. Nördlich schließt sich der Vorort Data-Ua an. Teulale (Teolale) in der Aldeia Boru-Baha ist praktisch ein Stadtteil von Baucau. Hier steht das Colégio Teulale (Escola Secundária St. António Baucau) mit seinem Kolonialgebäude. Der Ort Maulame, in der gleichnamigen Aldeia im Osten, liegt weit abseits der Stadt. Eine kleine Straße verbindet den Ort mit der nördlichen Küstenstraße im Süden und einer kleinen Siedlung an der Küste.

## Einwohner
2015 lebten in den nun zu Caibada Makasa’e gehörenden Aldeias 750 Einwohner.

## Politik
Bei den 2023 wurden zum Chefe de Aldeias gewählt: Apolinario da Costa (Boru-Baha), Salustiano da Costa (Caiobilale), Domingos Alves dos S. Pereira (Data-Ua) und Natividade da Costa (Maulame).